# 多倫多金融區

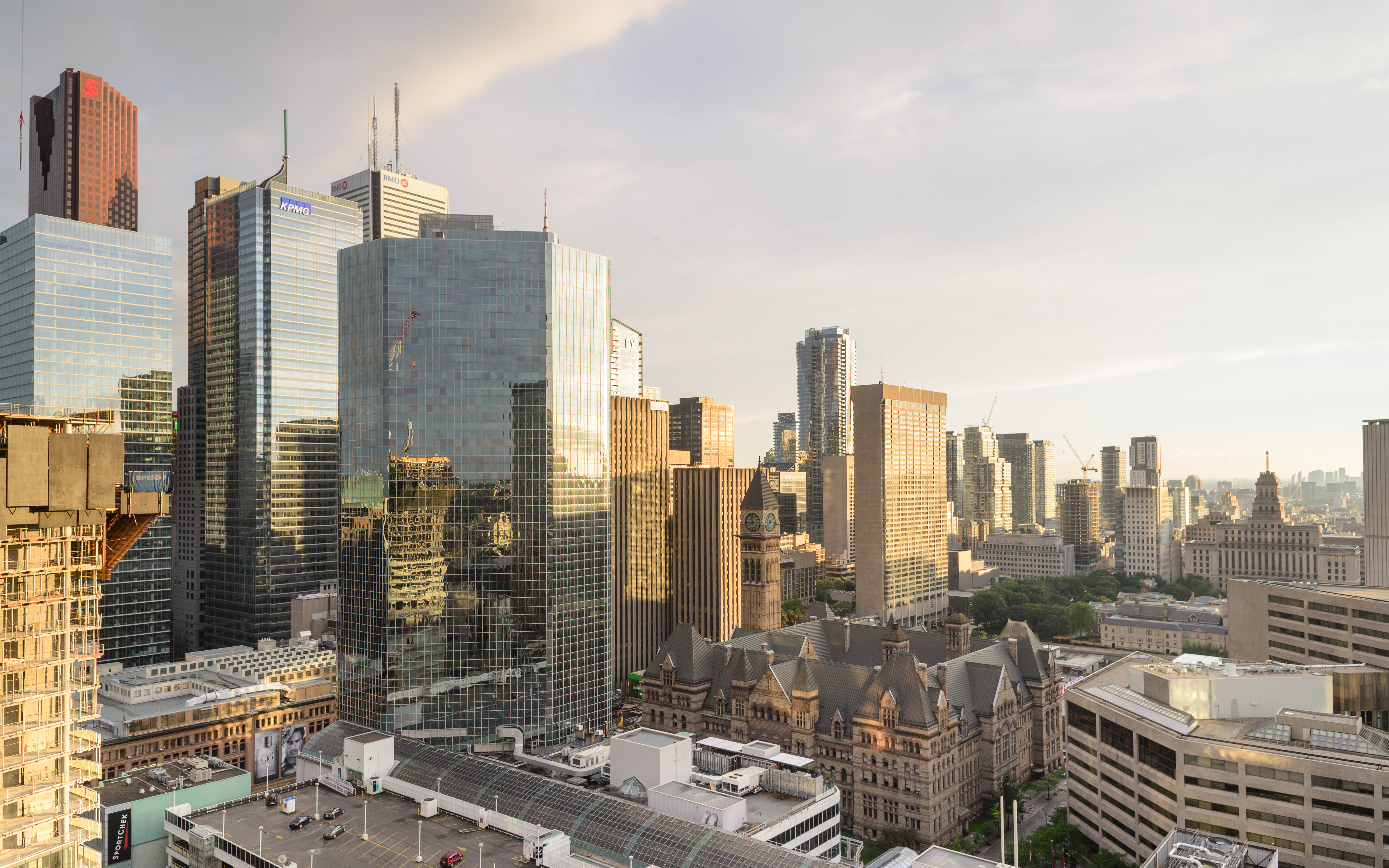
多倫多金融區一景

多倫多金融區是多倫多市中心的中央商务区。這一地區最初在1796年規劃為約克鎮（後更名為聖勞倫斯區）的新城。多倫多金融區是多倫多主要的金融區，也被認為是加拿大金融業的心臟，北界是皇后街、東界是央街、南界是前街、西界是大學路。這一地區聚集了眾多銀行和企業總部，是多倫多高層建築最密集的地區之一，每日估計有約10萬人通勤至多倫多金融區。

## 外部連結
- 维基导游上有關Toronto Entertainment and Financial Districts的旅行指南
- Bay Street Corridor neighbourhood profile